# Roger Roucaute
Pour les articles homonymes, voir Roucaute.
Roger Roucaute, né le 20 avril 1912 à Cendras (Gard) et mort le 15 octobre 1991 à Saint-Hilaire-de-Brethmas (Gard), est un résistant et homme politique français. Commandant des FTP, il fut après guerre député communiste du Gard et maire d'Alès.

## Biographie
Fils de cheminot, Roger Roucaute suit des études jusqu'à l'âge de 16 ans et obtient un brevet élémentaire. Il devient employé de bureau puis employé municipal à Alès jusqu'en 1937.
Il s'engage tôt, à partir de 1930, dans l'action syndicale et politique en adhérant à la CGTU et aux Jeunesses communistes, puis, en 1934, au Parti communiste français.
Roger Roucaute est une figure importante de la Résistance, commandant les FTP de la zone Sud en tant que « colonel Lazare ».
À la Libération, il fait partie de l'Assemblée consultative provisoire en 1944-1945, délégué par le Front national, puis des deux Assemblées Constituantes (1945-1946), député ensuite (1946-1951, 1956-1958).
Il est réélu en 1962, avec comme suppléant Émile Jourdan. En 1967, il fait équipe avec Jean Delpuech. Il demeure député jusqu'en 1978.
En 1965, il est élu maire d'Alès, réélu en 1971, 1977 et 1983. Il poursuit notamment la politique de démolition des bâtiments anciens du centre-ville, commencée par son prédécesseur Paul Béchard, pour les remplacer par des HLM. En 1985, il quitte sa fonction en faveur de Gilbert Millet.
Il est conseiller général du Langedoc-Roussillon de 1972 à 1985.
Membre du comité central du Parti communiste français de 1945 à 1964, il est administrateur de L'Humanité.
Roger Roucaute est le cousin du journaliste et résistant communiste Marcel Roucaute.

## Fonctions

### Mandats électifs
- 21 octobre 1945 - 4 juillet 1951 : Député de l'Ardèche
- 2 janvier 1956 - 8 décembre 1958 : Député de l'Ardèche
- 25 novembre 1962 - 2 avril 1978 : Député de la 3e circonscription du Gard
- 21 mars 1965 - 1985 : Maire d'Alès
- 1972 - 1985 : Conseiller régional du Languedoc-Roussillon

## Distinctions
- Chevalier de la Légion d'honneur
- Croix de guerre 1939–1945, palme de bronze
- Croix du combattant volontaire de la guerre de 1939–1945